# Sorkheh
Sorkheh (en سرخه, également romanisé Surkheh) est une ville d'Iran, capitale de la préfecture de Sorkheh, dans la province de Semnan. Sorkheh est située à environ 20 km au sud-ouest de la ville de Semnan.
Au recensement de 2006, sa population s'élevait à 9 062 habitants, pour 2 686 familles. On y parle le sourkhei, un dialecte Semnani.

## Personnalités
- Hassan Rouhani (1948–), Président de la République islamique d'Iran (3 août 2013–)[1]